# Вышеслава Ярославна
Вышеслава Ярославна Галицкая (пол. Wyszesława Halicka; между 1167 и 1170 – после 1194) — русская княжна, дочь галицкого князя Ярослава Осмомысла и Ольги Суздальской (согласно другим источникам, их сына галицкого князя Владимира Ярославича).
После 1184 года Вышеслава вышла замуж за князя Одона I Великопольского. Дети от этого брака:
- Владислав Одонич (1190 – 1239), князь познанский, калишский и гнезненский
- Рыкса (? - после 1238)

Также детьми Одона Великопольского предположительно считаются:
- Одон, епископ Магдебурга [5]
- Евфросиния (? - после 1235), супруга герцога Померелии-Гданьска Святополка II Великого [6]

После смерти мужа в 1194 году получила во владение великопольский город Пшемент с округой (сейчас сельская гмина Пшемент). О её дальнейшей судьбе ничего не известно.